# 習禎
習 禎（しゅう てい、生没年不詳）は、中国後漢末期の政治家。劉備に仕えた。字は文祥。荊州襄陽郡の人。子に習忠。妹に龐林の妻（『襄陽記』）。孫に習隆。

## 概要
『三国志』蜀書・楊戯伝が引く『襄陽記』によると習禎は洒脱な人物で、談論に巧みであり、龐統に次ぎ馬良より上の名声を持っていたとある。
建安16年（211年）、荊州より劉備に付き従って益州に入り、雒県・郫県の県令を経て広漢太守に昇進した。他に詳しい事績は伝わっていないため、伝は立てられていない。
『季漢輔臣賛』には、善良で広く志を伸ばし、荊州の地の優れた人物だったと評されている。
子の習忠も名声があり、後に尚書郎の位まで昇った。習忠の子の習隆は歩兵校尉となり、宮中の書物の校勘にあたった。また中書郎の向充と共に諸葛亮の墓所近くに霊廟を建てる事を上奏している。
なお『襄陽耆旧記』（『襄陽記』）や『漢晋春秋』の著者である東晋の習鑿歯は、この習禎の子孫である。